# Doris Day
Doris Mary Ann von Kappelhoff, coneguda artísticament com a Doris Day   (Cincinnati, 3 d'abril de 1922 - Carmel Valley, 13 de maig de 2019) va ser una actriu, cantant i defensora dels drets dels animals estatunidenca. Fou una de les actrius més prolífiques durant els anys 50 i 60 del segle xx. Capaç de cantar, ballar i interpretar papers tant cómics com dramàtics, fou una de les grans estrelles de Hollywood a la meitat del segle XX i és considerada com un dels Mites del Setè Art.

## Biografia

### Infantesa i joventut
Day va néixer amb el nom de Doris Mary Ann von Kappelhoff a Cincinnati, Ohio, filla d'immigrants d'origen alemany. De religió catòlica, els seus pares es van divorciar quan encara era una nena. Posteriorment ella adoptaria les creences de la Ciència Cristiana.
Ja des de petita, Doris Day va començar a ballar guanyant un contracte que li va permetre, amb només onze anys, viatjar a Hollywood, California. Als 16 anys va patir un accident automovilístic que li va impedir complir el seu somni de convertir-se en ballarina, motiu pel qual es va concentrar en el cant i en l'actuació. Va cantar amb les big bands de Barney Rapp, Bob Crosby i Les Brown, abans de crear la seva pròpia a finals dels anys 40. El seu nom professional el va suggerir Barney Rapp, que la va convèncer que "Kappelhoff" era un nom difícil i li va suggerir "Day" per la cançó Day after Day, que era part del seu repertori. A ella mai li ha agradat el nom de "Doris Day", ja que es pensava que sonava a nom de stripper; tot i així, el seu nom sempre ha estat associat a una imatge d'innocència.
Juntament amb Brown, va aconseguir dotze èxits musicals, entre els quals els seus dos primers números 1: Sentimental Journey i My Dreams Are Getting Better All the Time. Ja en solitari, va aconseguir altres números 1 com Secret Love.

### Carrera cinematogràfica
Doris Day va actuar en moltes pel·lícules. A moltes d'elles hi apareixia cantant. Va començar la seva carrera cinematogràfica als musicals.
L'any 1948 va participar en la pel·lícula Romance on the High Seas. Després van seguir altres musicals com Starlift, By the Light of the Silvery Moon o Tea for Two per a la Warner. L'any 1953 va interpretar Calamity Jane, pel·lícula que va guanyar l'Oscar a la millor cançó original per Secret Love.
L'any 1955, va rebre algunes de les millors crítiques de la seva carrera artística per la seva interpretació de la cantant Ruth Etting a Love Me or Leave Me, juntament amb James Cagney. A part de Cagney, Day ha actuat amb algunes de les estrelles masculines més importants de Hollywood, com James Stewart, Cary Grant, David Niven o Clark Gable.
A la pel·lícula de 1956 d'Alfred Hitchcock, L'home que sabia massa, cantava la cançó Que Sera, Sera (Whatever Will Be, Will Be), que va guanyar l'Oscar. Segons explica Jay Livingston (autor de la cançó juntament amb Ray Evans), Doris Day prefería una altra cançó de la pel·lícula, We'll Love Again, i va intentar no gravar la cançó Que Sera, Sera. Quan els estudis van obligar-li a gravar, va cedir, però després de gravar l'escena va comentar a un amic de Livingston, "És l'última vegada que sentiràs aquesta cançó". Que Sera, Sera es va convertir en la cançó identificativa de Day. El grup Sly & the Family Stone en va fer una versió el 1973.
L'any 1959, Day comença a fer papers en comedies romàntiques, començant per la popular Pillow talk juntament amb la seva parella cinematogràfica per excel·lència i gran amic Rock Hudson. La pel·lícula fou un èxit de crítica i de taquilla, i li va proporcionar la seva única nominació als Oscar a la categoría de millor actriu. Day i Hudson van fer altres dues pel·lícules junts (Lover Come Back i Send Me No Flowers). Va treballar amb Cary Grant a That Touch of Mink l'any 1962, i amb James Garner va fer també dues pel·lícules.
Tot i el pas del temps i el canvi en els gustos del públic, Day es va quedar estancada en el mateix tipus de pel·lícules. La crítica i el públic van començar a cansar-se de les pel·lícules que interpretava. Seguint els consells del seu tercer marit, Marty Melcher, va interpretar Caprice (1967) juntament amb Richard Harris, i segons l'actriu és una de les seves pitjors interpretacions. També assessorada pel seu marit, Day va rebutjar el paper de Mrs. Robinson a The Graduate (paper que va anar a parar a mans d'Anne Bancroft).
A la mort de Melcher, Doris va descobrir que aquest havia malgastat tota la fortuna de l'actriu. Doris va demandar a Jerry Rosenthal, soci del seu marit, per possible estafa, guanyant-li la demanda i obtenint una indemnització de 20 milions de dòlars.
Des de 1968 fins a 1973, va protagonitzar la seva pròpia sèrie, The Doris Day Show, que tenia com a cançó de capçalera el tema Que Sera, Sera. D'ençà que va acabar la sèrie, ha estat pràcticament retirada del món de l'espectacle.
Va morir el 13 de maig de 2019.

## Curiositats
L'any 1970, el nom de Doris Day fou mencionat a la cançó Dig it, del LP Let It Be, de The Beatles.
L'any 1972, el nom de Doris Day fou inclòs a una de les cançons del musical Grease juntament amb el de Sandra Dee.
L'any 1984, el nom de Doris Day fou mencionat a la cançó Wake me up before you go go, de Wham.
L'any 1985, Day va presentar el seu propi programa d'entrevistes, Doris Day's Best Friends. El programa va saltar a la fama quan el vell amic de l'actriu Rock Hudson va aparèixer a la seva primera emissió. Day va quedar sorpresa per l'aspecte demacrat de l'actor, ja que sempre havia tingut bon aspecte. Poc després, es va anunciar que l'actor estava malalt sida.
L'any 1987, va fundar l'organització Doris Day Animal League, a la que dedica una bona part del seu temps actualment.
L'any 2002, a l'adaptació a teatre musical de la pel·lícula de John Waters Hairspray (1988), la cançó Without Love fa referència a Doris Day. La cançó conté la frase "Without love, life is Doris Day at the Apollo."
L'any 2004 va rebre la Medalla Presidencial de la Llibertat tot i que no va anar a la cerimònia de recepció degut a la seva por a volar. Pel mateix motiu, ha rebutjat un Oscar Honorífic.
Groucho Marx se'n va riure d'ell mateix i de l'actriu amb la frase: "Sóc tan vell, que recordo a la Doris Day abans que fos verge."

## Filmografia
| Any  | Títol                                              | Paper                       | Notes                                                                                            |
| ---- | -------------------------------------------------- | --------------------------- | ------------------------------------------------------------------------------------------------ |
| 1948 | Romance on the High Seas                           | Georgia Garrett             |                                                                                                  |
| 1949 | My Dream Is Yours                                  | Martha Gibson               |                                                                                                  |
| 1949 | It's a Great Feeling                               | Judy Adams                  |                                                                                                  |
| 1950 | Young Man with a Horn                              | Jo Jordan                   |                                                                                                  |
| 1950 | Tea for Two                                        | Nanette Carter              |                                                                                                  |
| 1950 | The West Point Story                               | Jan Wilson                  |                                                                                                  |
| 1951 | Storm Warning                                      | Lucy Rice                   |                                                                                                  |
| 1951 | Lullaby of Broadway                                | Melinda Howard              |                                                                                                  |
| 1951 | On Moonlight Bay                                   | Marjorie "Marjie" Winfield  |                                                                                                  |
| 1951 | I'll See You in My Dreams                          | Grace LeBoy Kahn            |                                                                                                  |
| 1951 | Starlift                                           | Ella mateixa                |                                                                                                  |
| 1952 | The Winning Team                                   | Aimee Alexander             |                                                                                                  |
| 1952 | Abril a París                                      | Ethel "Dynamite" Jackson    |                                                                                                  |
| 1953 | By the Light of the Silvery Moon                   | Marjorie "Marjie " Winfield |                                                                                                  |
| 1953 | Calamity Jane                                      | Calamity Jane               |                                                                                                  |
| 1954 | Lucky Me                                           | Candy Williams              |                                                                                                  |
| 1954 | Young at Heart                                     | Laurie Tuttle               |                                                                                                  |
| 1955 | Love Me or Leave Me                                | Ruth Etting                 |                                                                                                  |
| 1956 | L'home que sabia massa (The Man Who Knew Too Much) | Josephine "Jo" McKenna      |                                                                                                  |
| 1956 | Julie                                              | Julie Benton                |                                                                                                  |
| 1957 | The Pajama Game                                    | Katherine "Babe" Williams   |                                                                                                  |
| 1958 | Teacher's Pet                                      | Erica Stone                 |                                                                                                  |
| 1958 | The Tunnel of Love                                 | Isolde Poole                | Nominació − Globus d'Or a la millor actriu musical o còmica                                      |
| 1959 | La indòmita i el milionari (It Happened to Jane)   | Jane Osgood                 |                                                                                                  |
| 1959 | Pillow Talk                                        | Jan Morrow                  | Nominació − Oscar a la millor actriu Nominació − Globus d'Or a la millor actriu musical o còmica |
| 1960 | Please Don't Eat the Daisies                       | Kate Robinson Mackay        |                                                                                                  |
| 1960 | Midnight Lace                                      | Kit Preston                 | Nominació − Globus d'Or a la millor actriu dramàtica                                             |
| 1961 | Lover Come Back                                    | Carol Templeton             |                                                                                                  |
| 1962 | That Touch of Mink                                 | Cathy Timberlake            |                                                                                                  |
| 1962 | Billy Rose's Jumbo                                 | Kitty Wonder                | Nominació − Globus d'Or a la millor actriu musical o còmica                                      |
| 1963 | The Thrill of It All                               | Beverly Boyer               |                                                                                                  |
| 1963 | Move Over, Darling                                 | Ellen Wagstaff Arden        | Nominació − Globus d'Or a la millor actriu musical o còmica                                      |
| 1964 | Send Me No Flowers                                 | Judy Kimball                |                                                                                                  |
| 1965 | Do Not Disturb                                     | Janet Harper                |                                                                                                  |
| 1966 | The Glass Bottom Boat                              | Jennifer Nelson             |                                                                                                  |
| 1967 | The Ballad of Josie                                | Josie Minick                |                                                                                                  |
| 1967 | Caprice                                            | Patricia Foster             |                                                                                                  |
| 1968 | Where Were You When the Lights Went Out?           | Margaret Garrison           |                                                                                                  |
| 1968 | With Six You Get Eggroll                           | Abby McClure                |                                                                                                  |

## Discografia

### Àlbums d'estudi
- 1949: You're My Thrill
- 1950: Young Man with a Horn
- 1950: Tea for Two
- 1951: Lullaby of Broadway
- 1951: On Moonlight Bay
- 1951: I'll See You in My Dreams
- 1953: By the Light of the Silvery Moon
- 1953: Calamity Jane
- 1954: Young at Heart
- 1955: Love Me or Leave Me
- 1955: Day Dreams
- 1956: Day by Day
- 1957: The Pajama Game
- 1957: Day by Night
- 1958: Hooray for Hollywood
- 1959: Cuttin' Capers
- 1960: What Every Girl Should Know
- 1960: Show Time
- 1961: Bright and Shiny
- 1961: I Have Dreamed
- 1962: Duet
- 1962: You'll Never Walk Alone
- 1962: Billy Rose's Jumbo
- 1963: Annie Get Your Gun
- 1963: Love Him
- 1964: The Doris Day Christmas Album
- 1964: With a Smile and a Song
- 1965: Latin for Lovers
- 1965: Doris Day's Sentimental Journey
- 1994: The Love Album
- 2011: My Heart